# 박정남
박정남(미상 ~ )은 조선민주주의인민공화국의 정치인이다. 조선로동당 중앙위원회 위원 겸 강원도 당위원회 위원장이다.

## 경력
1996년 3월 함흥시 해안구역 당책임비서를 맡은 이후, 2001년 7월 강원도 당 비서에 임명되었다. 2013년 5월 백계룡 후임으로 강원도 당 책임비서에 올랐다. 2016년 5월, 조선로동당 제7차 대회에서 조선로동당 중앙위원회 위원에 임명되었다. 2016년 6월 강원도 당위원회 위원장에 선출되었다.

## 최고인민회의 대의원
2014년 3월 최고인민회의 제13기 대의원을 지냈다.

## 기타
2015년 11월 리을설 사망과 2018년 8월 김영춘 사망 당시에 국가장의위원회 위원을 맡았다.

## 포상
2009년 3월 노력영웅 칭호를 받았다.